# Ivan Knežević
Ivan Knežević (in serbo Иван Кнежевић?; Podgorica, 22 febbraio 1986) è un ex calciatore montenegrino, di ruolo attaccante.

## Caratteristiche tecniche
È una punta centrale.

## Statistiche

### Presenze e reti nei club
Statistiche aggiornate al 19 ottobre 2013.
| Stagione                 | Squadra                  | Campionato               | Campionato | Campionato | Coppe nazionali | Coppe nazionali | Coppe nazionali | Coppe internazionali | Coppe internazionali | Coppe internazionali | Altre coppe | Altre coppe | Altre coppe | Totale | Totale |
| Stagione                 | Squadra                  | Comp                     | Pres       | Reti       | Comp            | Pres            | Reti            | Comp                 | Pres                 | Reti                 | Comp        | Pres        | Reti        | Pres   | Reti   |
| ------------------------ | ------------------------ | ------------------------ | ---------- | ---------- | --------------- | --------------- | --------------- | -------------------- | -------------------- | -------------------- | ----------- | ----------- | ----------- | ------ | ------ |
| 2004-2005                | Zeta                     | 1L                       | 4          | 1          | -               | -               | -               | -                    | -                    | -                    | -           | -           | -           | 4      | 1      |
| 2005-2006                | Zeta                     | 1L                       | 14         | 0          | -               | -               | -               | -                    | -                    | -                    | -           | -           | -           | 14     | 0      |
| 2006-2007                | Zeta                     | 1L                       | 18         | 6          | -               | -               | -               | -                    | -                    | -                    | -           | -           | -           | 18     | 6      |
| 2007-2008                | Zeta                     | 1L                       | 22         | 9          | -               | -               | -               | UCL                  | 1                    | 0                    | -           | -           | -           | 23     | 9      |
| 2008-2009                | Zeta                     | 1L                       | 20         | 0          | -               | -               | -               | CU                   | 2                    | 0                    | -           | -           | -           | 22     | 0      |
| 2009-2010                | Zeta                     | 1L                       | 17         | 5          | CR              | 3               | 0               | -                    | -                    | -                    | -           | -           | -           | 44     | 15     |
| 2010                     | Krasnodar                | 1D                       | 15         | 1          | CR              | 2               | 0               | -                    | -                    | -                    | -           | -           | -           | 17     | 1      |
| gen.-giu. 2011           | Zeta                     | 1L                       | 9          | 1          | CM              | 1               | 0               | -                    | -                    | -                    | -           | -           | -           | 10     | 1      |
| 2011-2012                | Zeta                     | 1L                       | 19         | 4          | CM              | 1               | 0               | CU                   | 2                    | 0                    | -           | -           | -           | 22     | 4      |
| lug.-dic. 2012           | Zeta                     | 1L                       | 4          | 0          | -               | -               | -               | UEL                  | 3                    | 0                    | -           | -           | -           | 7      | 0      |
| Totale Zeta              | Totale Zeta              | Totale Zeta              | 127        | 26         |                 | 5               | 0               |                      | 8                    | 0                    | -           | -           | -           | 140    | 26     |
| gen.-giu. 2013           | Mladost Podgorica        | 1L                       | 11         | 0          | CM              | 1               | 0               | -                    | -                    | -                    | -           | -           | -           | 12     | 0      |
| 2013-2014                | Mladost Podgorica        | 1L                       | 9          | 3          | CM              | 0               | 0               | UEL                  | 6                    | 2                    | -           | -           | -           | 15     | 5      |
| Totale Mladost Podgorica | Totale Mladost Podgorica | Totale Mladost Podgorica | 20         | 3          |                 | 1               | 0               |                      | 6                    | 2                    |             | -           | -           | 27     | 5      |
| Totale carriera          | Totale carriera          | Totale carriera          | 162        | 30         |                 | 8               | 0               |                      | 14                   | 2                    |             | -           | -           | 184    | 32     |

## Palmarès

### Club

#### Competizioni nazionali
- Prva crnogorska fudbalska liga: 1

Zeta: 2006-2007
- Coppa del Montenegro: 1

Mladost Podgorica: 2013-2014